# Lecontia discicollis
Lecontia discicollis är en skalbaggsart som först beskrevs av Leconte 1850.  Lecontia discicollis ingår i släktet Lecontia och familjen skuggbaggar. Inga underarter finns listade i Catalogue of Life.